# KeyEast
KeyEast (kor. 키이스트) – południowokoreańska agencja zarządzająca artystami. Została założona przez aktora Bae Yong-joona. Firma powstała 8 października 1996 roku jako Tuneboom Korea (kor. 한국툰붐 주식회사).
Spółki zależne: Content K, Content N, Content Y, Music K Entertainment, Digital Adventure Inc.

## Artyści
Źródło:

### Aktorzy
- Ahn So-hee (od 2015)
- Bae Yong-joon (założyciel)
- Baek Shin-ji
- Chun Min-hee
- Han Bo-reum
- Han Do-woo
- Han Jong-young
- Han Kang-il
- Han Ye-seul (od 2014)
- Hong Ji-Yoon
- In Gyo-jin (od 2015)
- Ji So-yeon
- Jin Hye-won (od 2015)
- Jo An (od 2013)
- Jo Sun-gi
- Jo Woo-ri (od 2016)
- Ju Ji-hoon (od 2011)
- Jung Hae-na
- Jung Joong-ji
- Jung Ryeo-won (od 2012)
- Kim Dong-wook (od 2016)
- Kim Eun-yeon
- Kim Hee-chan
- Lee Kang-min
- Kim Hye-in
- Kim Hyun-joong (od 2010)
- Kim Jung-wook
- Kim Min-suk
- Kim Soo-hyun (od 2010)
- Kim Soo-yeon
- Kim Sun-ah (od 2015)
- Kwon Si-hyun
- Lee Da-in
- Lee Jae-won
- Lee Se-na
- Oh Seo-mi
- Park Soo-jin (od 2014)
- Park Sun-ah
- Ryu Sang-wook
- Seo Dong-gun
- Shin Ye-eun
- So Yi-hyun (od 2010)
- Son Dam-bi (od 2015)
- Son Hyun-joo (od 2015)
- Uhm Jung-hwa (od 2015)
- Yeo Eui-zu
- Yoon Soo-jin
- Won Hye-jung
- Woo Do-hwan
- Zheng Ji Hwan

## Spółki zależne

### Music K Entertainment
- Hong Jin-young
- Kim Ju-na
- IZ

### Content Y
- Park Seo-joon[4]
- Han Ji-hye
- Hong Soo-hyun
- Lee Hyun-woo
- Goo Hara
- Lee Ji-hoon
- Seo Hyo-rim (od 2017)